# アラベスク (歌手)
アラベスク (Arabesque) は、当時の西ドイツで音楽界の大立物であった ウォルフガング・メーヴェス （Wolfgang Mewes）が結成した『女性３人のボーカルグループ』で、1977年に ハロー・ミスター・モンキー（Hello Mr. Monkey） でデビューした。日本では、翌年の1978年4月にデビューし1985年頃まで活動をしていた。その後、2006年からオリジナル・メンバーの一人の Michaela Rose が 新たなメンバーと共にArabesque original Michaela Rose として活動を再開している。

## 来歴
1977年、西ドイツの実業家であるヴォルフガング・メーヴェス(Wolfgang Mewes)は、当時ヨーロッパから世界に向けてヒットを連発していたアバやボニーM、バカラ等に触発され、自ら傘下の音楽出版社でプロジェクトチームを立ち上げ、プロトタイプとして「ハロー・ミスター・モンキー」を制作、初期メンバーによるアラベスクを誕生させた。
1978年、ビクター音楽産業は、「ハロー・ミスター・モンキー」の日本での発売権を獲得しリリース、日本のユーロ・ビート・ブームに乗り大ヒットし、オリコン洋楽シングルチャートで通算３週第１位（総合チャートでは第８位）、実に42週に渡るランクインを記録した。その後も「フライデー・ナイト」「フライ・ハイ」「今夜もロック・ミー」と連続ヒットを飛ばしたが、この間にミシェーラ・ローズ（Michaela Rose）を除くメンバーの脱退や加入が相次いだ。メンバーの変遷は、レコードジャケットやメインボーカルの声質の変化でその違いが分かる。
1979年、メンバーが何度も入れ替わってきた「アラベスク」は、音楽プロデューサーにジーン・フランクフルター(Jean Frankfurter)を迎え、メインボーカルにサンドラ・アン・ラウアー(Sandra Ann Lauer)、ボーカル兼アルトパートにオリジナルメンバーのミシェーラ・ローズ(Michaela Rose)、ソプラノパート兼振り付けにジャスミン・エリザベス・フェッター(Jasmin Elisabeth Vetter)というメンバーで活動するに至り、以降、「ペパーミント・ジャック」から日本での最終シングルとなる「恋はナイト・アンド・デイ」までこのメンバーが継続した。この時に加入したサンドラ・アン・ラウアー（Sandra Ann  Lauer、愛称は、サンディー）は当時17歳、小顔で手足の長いモデル体型の美少女で、この頃の日本のアイドルにはいないタイプが注目されアラベスクの人気をさらに押し上げた。
アラベスクは、「ハロー・ミスター・モンキー」（Hello Mr. Monkey） の大ヒットを皮切りに、日本をはじめとするアジア諸国や旧ソ連、南米で人気を博した。しかし、興味深いことに、彼女たちの本国である西ドイツではそれほどの人気や知名度を得ることがなかった。西ドイツにおいては、彼女たちの音楽は主流のポップシーンには浸透せず、ヒットチャートでの上位進出もほとんどなかった。理由として、当時のドイツの音楽市場が他のジャンルやアーティストに対する関心が高かったことや、彼女たちの音楽スタイルが国内のリスナーの趣向に必ずしも合致しなかったことが考えられる。このように、アラベスクは本国での成功には恵まれなかったものの、国際的には特に日本での大成功により、1980年代前半の洋楽ポップス・シーンを牽引したグループとして記憶されている。

## 活動（日本）
アラベスクは、1980年11月に日本テレビ（共同制作、読売テレビ）の「11PM 15周年記念特別番組」に招待され初来日（ほぼ極秘来日）し、1981年5月に初の日本公演の為に二度目の来日を果たしている。この日本公演を記念してリリースされたシングル「恋にメリーゴーランド」（In for a penny, In for a pound）は、オリコン洋楽部門第１位（総合部門第13位）、初のベスト・アルバム「グレイテスト・ヒッツ」は洋楽部門第１位と総合部門第２位という大ヒットを記録した。さらにこの来日中には、フジテレビの夜のヒットスタジオやMBS毎日放送のヤングおー!おー! (YOUNG OH! OH!) に生出演し、「ハロー・ミスター・モンキー」や「恋にメリーゴーランド」を披露している。これらの映像はYouTubeに公開されている。
翌1982年5月4日から5月24日には、全国13都市（北は仙台から南は鹿児島まで）17公演と言う当時の海外アーティストとしては異例の規模でコンサートを開催し、今はなき新宿厚生年金会館に於いて公演の模様が収録された。後にNHKで特番として放映されるとともに、唯一のライブ・アルバム「ファンシー・コンサート　アラベスク・ライブ　イン・ジャパン」 も同年10月にリリースされた。この来日期間中にも夜のヒットスタジオに出演し「キャバレーロに夢中」を披露し、さらに番組の中で「ハロー・ミスター・モンキー」をアカペラで披露ていて、それらの映像はYouTubeで公開されている。
二度の来日公演の時期に前後して、ビクター公認のファンクラブ（Arabesque Fan Club Japan）が日本で設立され活動しており、会報の発行やノベルティグッズの販売が行われていた。
翌1983年には、「アラベスク グレイテスト・ヒッツ DVD」（ビクター独自規格のVHDとして販売され、後にVHSカセットが販売された。DVD化されたのは2002年）に収められている映像の撮影の為に来日をしている。その際、ドイツのテレビ局が帯同し、本国西ドイツとは違うアラベスクの日本での人気についての取材等が行われ、新宿のディスコ"XENON"他で収録を行った。
二度の来日公演の前後がアラベスクの人気のピークだったと考えられる。それまでのディスコブームから始まったユーロ・ビートやキャンディポップといった音楽のトレンドが日本でも変わり始めたからだ。1983年を過ぎるとアルバムのリリースも途絶えたりと人気も徐々に陰り（同年の新譜は、何れも同一のアルバムからのシングル・カット）を見せ始めた。さらにメンバーのソロ活動への関心が高まっていて、これがアラベスクの活動に影響を与え、本国では活動が停止しているにも関わらず、日本では年を越えて新譜がリリースされるなど不自然なカタチでの解散を知ることになった。

## メンバー（1977年〜1985年）

### 初期メンバー
- Mary Ann Nagel  (メリー・アン・ナーゲル)　　　　　生年月日不詳　ドイツ人、結成時のメンバーの一人で、ソロ・ボーカリストの経験を買われアラベスクのリード・ボーカルに抜擢された。既に子供がいたことから、奇しくもデビュー曲が大ヒットしてしまった後のアラベスクとしての活動が難しく脱退したと言われている。
- Karen Ann Tepperis  (カレン・アン・テッペリス)　　　　　　　　　　　　　　　　　　　　　　1953年9月11日生　イギリス人、西ドイツで開催された音楽コンテストでスカウトされ、アラベスクに参加した。当初は教師と二足のわらじを履いていたと言われている。ファースト・アルバムりリリース前後まで在籍し、妊娠を期に脱退したと言われている。
- Michaela Rose (ミシェーラ・ローズ)　　　　　　1958年12月19日生　父・アメリカ人（黒人系とメキシコ系の両説あり）、母・ドイツ人、　さらに本人はフェイスブックでウズベキスタンにもルーツがあると述べている。モデル出身でアルトパートのバックコーラスがメインだが、低音でハスキーなボイスでリードボーカルもつとめた。彼女は、アラベスク結成から解散までの唯一のオリジナル・メンバーである。

### メンバー（活動期）
- Heike Rimbeau (ハイク・リンボウ）
1959年4月17日生　ドイツ人、Mary Ann Nagel (メリー・アン・ナーゲル) の脱退に伴いアラベスクに参加し、新たにリード・ボーカルをつとめた。フライデー・ナイト（Friday Night）やフライ・ハイ（Fly High）等は彼女の歌声である。
- Jasmin Elisabeth Vetter  (ジャスミン・エリザベス・フェッター) 
1956年2月22日生　ドイツ人、西ドイツの体操のナショナル・チームで活躍していたが、怪我により競技活動を断念、Karen Ann Tepperis (カレン・アン・テッペリス) の脱退に伴い、ダンスクリエーターから転じてアラベスクに参加し、ソプラノパートのバックコーラスと振り付けを担当した。
- Sanrda Ann Lauer (サンドラ・アン・ラウアー）
1962年5月18日生　父・フランス人、母・ドイツ人、14歳の時に「Andy mein Freund」をリリースしソロ歌手としてデビューした経歴があり若干17歳でアラベスクに参加した。ペパーミント・ジャック（Pepermint Jack）から解散まで大半の楽曲のリード・ボーカルをつとめ、彼女の人気が相まってアラベスクの黄金時代が築かれたと言っても過言ではない。
- Elke Bruckheimer (エルケ・ブルクヘイマー)　　　　1959年4月17日生　ドイツ人、1979年に半年間だけアラベスクに参加した（こと日本のファンにとっては）幻のメンバーである。活動は主にライブ等に留まり、アラベスクのリリースされた楽曲の中に彼女の歌声はなく、Heike Rimbeau (ハイク・リンボウ)の脱退により、新たなリード・ボーカルとして迎えられたのかも不明である。彼女は、音楽の方向性が違う事を理由にアラベスクを去り、カントリー&ウエスタンのバンドを結成し、以後はそのジャンルで活躍したそうだ。

## 解散後
サンドラ・アン・ラウアー（Sandra Ann Lauer）は、アラベスクとしての活動停止後、1982年の日本公演やアルバム「キャバレーロに夢中」に参加していた、キーボード奏者でソロアーティスト兼プロデューサーとして活動していたマイケル・クレトゥのプロデュースによりソロ・デビューを果し、数々のヒット曲に恵まれてドイツのみならずヨーロッパを代表する女性シンガーとなった。1988年にはマイケル・クレトゥと結婚、その後1995年から2001年まで子育てで音楽活動を休止、復帰後、ENIGMAのアルバム数作に参加したが、後に離婚している。
一方、ミシェーラ・ローズ（Michaela Rose）とジャスミン・エリザベス・フェッター(Jasmin Elisabeth Vetter)の二人はドイツで「Rouge」（ルージュ）と言うユニットを組み音楽活動を再開した。そして1988年に、「恋はノータイム」（原題「Loving Me Totally」）で第18回東京音楽祭に出場したが、その後の日本で目立った活躍はなく、以降、数年に渡り本国ドイツを中心に音楽活動を行なっていた。
2006年12月、アラベスクのオリジナルメンバーであるミシェーラ・ローズ（Michaela Rose）は、新メンバーのザビーネ・ケンパー（Sabine Kaemper）、ジルケ・ブラウナー（Silke Brauner）の２人と共にモスクワで開催された、第２回「レトロ・FMフェスティバル」にArabesque original Michaela Roseとしてゲスト出演し、アラベスクの往年のヒット曲を披露しカムバックした。その後、世界ツアーやニューアルバムのリリースも噂されたが、アラベスクの往年のヒット曲を再リリースするに留まり、世界ツアーには至らなかった。現在も少ないながら東欧やロシアの音楽フェスティバルに参加していたり、オリジナル曲もリリースしている。

## ディスコグラフィ

### ●シングル
※　日本でのシングルリリース曲
| 発売日         | 規格品番  | 面 | タイトル                                                |
| -------------- | --------- | -- | ------------------------------------------------------- |
| 1977年12月1日  | VIP-2601  | A  | ハロー・ミスター・モンキー Hello Mr. Monkey             |
| 1977年12月1日  | VIP-2601  | B  | バギーボーイ Buggy Boy                                  |
| 1978年9月25日  | VIP-2653  | A  | フライデイ・ナイト Friday Night                         |
| 1978年9月25日  | VIP-2653  | B  | 貴方を待って Someone Is Waiting For You                 |
| 1979年1月25日  | VIP-2695  | A  | フライ・ハイ Fly High Little Butterfly                  |
| 1979年1月25日  | VIP-2695  | B  | ギブ・イット・アップ Give It Up                         |
| 1979年7月5日   | VIP-2753  | A  | 今夜もロック・ミー Rock Me After Midnight               |
| 1979年7月5日   | VIP-2753  | B  | ディスコ・フィーバー In The Heat Of The Disco Night     |
| 1979年10月25日 | VIP-2783  | A  | ペパーミント・ジャック Peppermint Jack                  |
| 1979年10月25日 | VIP-2783  | B  | ルシファーズ・ラバー Lucifer's Lover                    |
| 1980年2月21日  | VIP-2811  | A  | ハイ・ライフ High Life                                  |
| 1980年2月21日  | VIP-2811  | B  | ローラー・スター Roller Star                            |
| 1980年6月5日   | VIPX-1509 | A  | 恋のペントハウス Parties In A Penthouse                 |
| 1980年6月5日   | VIPX-1509 | B  | ジングル・ジャングル・ジョー Jingle Jangle Joe          |
| 1980年10月21日 | VIPX-1539 | A  | さわやかメイク・ラブ Make Love Whenever You Can         |
| 1980年10月21日 | VIPX-1539 | B  | ひとりぼっちの朝食 I Dont Wanna Have Breakfast With You |
| 1981年2月5日   | VIPX-1559 | A  | ミッドナイト・ダンサー Midnight Dancer                  |
| 1981年2月5日   | VIPX-1559 | B  | 狼に気をつけて Keep The Wolf From The Door              |
| 1981年5月21日  | VIPX-1572 | A  | 恋にメリーゴーランド In For A Penny In For A Pound      |
| 1981年5月21日  | VIPX-1572 | B  | 私のナイス・ヒーロー The Hero Of My Life                |
| 1981年8月21日  | VIPX-1586 | A  | ビリーズ・バーベキュー Billy's Barbeque                 |
| 1981年8月21日  | VIPX-1586 | B  | インディオ・ボーイ Indio Boy                            |
| 1981年11月21日 | VIPX-1600 | A  | 幸せのジャックポット Hit The Jackpot                    |
| 1981年11月21日 | VIPX-1600 | B  | フラッシュ・イン・ザ・パン A Flash In The Pan           |
| 1982年3月21日  | VIPX-1627 | A  | キャバレーロに夢中 Caballero                            |
| 1982年3月21日  | VIPX-1627 | B  | 愛しのストーリー・テラー Tall Story Teller              |
| 1982年7月21日  | VIPX-1651 | A  | ヤング・ファースト・ラブ Young Fingers Get Burnt        |
| 1982年7月21日  | VIPX-1651 | B  | ザンジバル Zanzibar                                     |
| 1982年11月21日 | VIPX-1677 | A  | 愛のリプライ Why No Reply                               |
| 1982年11月21日 | VIPX-1677 | B  | ディスカバー・ミー Discover Me                          |
| 1983年4月21日  | VIPX-1698 | A  | あの愛をもう一 度 Pack It Up                            |
| 1983年4月21日  | VIPX-1698 | B  | ステュッピッド・ボーイズ Stupid Boys                    |
| 1983年8月21日  | VIPX-1716 | A  | 気分もエアロビック Dance Dance Dance                    |
| 1983年8月21日  | VIPX-1716 | B  | サンライズ・イン・ユア・アイズ Sunrise In Your Eyes     |
| 1983年11月21日 | VIPX-1729 | A  | 恋のルーザー Loser Pays The Piper                       |
| 1983年11月21日 | VIPX-1729 | B  | 天使と悪魔 Angel Face                                   |
| 1984年4月21日  | VIPX-1753 | A  | ハート・オン・ファイア Heart On Fire                    |
| 1984年4月21日  | VIPX-1753 | B  | それならムーヴ・オン You Better Get A Move On           |
| 1985年1月21日  | VIPX-1793 | A  | 恋はナイト・アンド・デイ Time To Say Good Bye           |
| 1985年1月21日  | VIPX-1793 | B  | サンセット・イン・ニューヨーク Sunset In New York       |

### 主な実績（シングル）
アラベスクは、日本でリリースしたシングルレコード全20曲のうち実に12曲がオリコン総合チャート50位以内にランクインしていて、デビュー曲「ハロー・ミスター・モンキー」は総合チャートで第８位を獲得している。　洋楽チャートに限っては、デビュー曲から「キャバレーロに夢中」まて連続13曲がTOP10入りをしていて、「ハロー・ミスター・モンキー」「フライデー・ナイト」「恋にメリーゴーランド」が第１位、「ペパーミント・ジャック」「ハイ・ライフ」「ビリーズ・バーベキュー」か第２位、「フライ・ハイ」「恋のペントハウス」か第３位を獲得した。
また、洋楽アーティストセールス部門では、1979年と1980年は第２位（第１位は共にABBA）、1981年は第１位（第２位はノーランズ）を獲得、また、昭和56年度の日本国内ベストセラー（オリコンコンフィデンシャルによる）アーティスト・セールス・ランキングでは、第６位（第５位はオフコース）と、当時ヒットしていたシャネルズや田原俊彦、近藤真彦等の日本のアイドルを上回るセールスを記録していた。

### ●オリジナル・アルバム
1. 『アラベスク・ファースト』Arabesque Ⅰ 〜FridayNight〜 (1978.12.5)（日本・独ともに1st）
2. 『ペパーミント・ジャック』 Arabesque Ⅱ 〜Peppermint Jack〜 (1979.10.25)（日本・独ともに2ed 、独は〜City Cats〜）
3. 『ハイ・ライフ』 Arabesque III〜High Life〜 (1980.5.21)（日本・独ともに3rd、独は〜Marigot Bay〜）
4. 『さわやかメイク・ラブ』 Arabesque IV〜Make Love Whenever You Can〜 (1980.12.5)（日本4th）※独は、タイトルや収録曲が違う
5. 『ビリーズ・バーベキュー』 Arabesque V〜Billy's Barbeque〜 (1981.8.21)（日本5th）
6. 『キャバレーロに夢中』 Arabesque VI〜Caballero〜 (1982.4)（日本6th） （注）
7. 『愛のリプライ』 Arabesque VII〜Why No Reply〜 (1982.12)（日本7th）
8. 『恋のルーザー』 〜Arabesque VIII〜Loser Pays The Piper〜 (1983.12)（日本8th）
9. 『恋はナイト・アンド・デイ』 〜Arabesque IX〜 Time To Say "Good-Bye" 〜 (1984.12.16)（日本9th、ラスト・アルバム）

※『In For A Penny』（1981）（独4th、日本盤の『さわやかメイク・ラブ』と『ビリーズ・バーベキュー』からの編集盤。ドイツでは最後のオリジナルアルバム。
※『アラベスク・ファースト』から『ビリーズ・バーベキュー』は後にCD盤が発売されている。
（注）ジャケットの裏にキーボード：マイケル・クレトゥ（後のサンドラの独立を促したとされる人物）の参加が確認できる。

### 主な実績（オリジナル・アルバム）
オリジナル・アルバムでは、『ペパーミント・ジャック』 〜Arabesque Ⅱ 〜と『ビリーズ・バーベキュー』 〜Arabesque V〜 が共にオリコン洋楽チャートで第１位（総合チャートでは第２位）を獲得している。　また、『ハイ・ライフ』 〜Arabesque III〜 が洋楽チャートで第１位（総合チャート第９位）を獲得している。　

### ●ベスト・アルバム／企画アルバム／DVD
1. 『アラベスク・グレイテスト・ヒッツ』 〜Greatest Hits〜（1981.5）来日コンサートを記念して発売されたアラベスク初のベストアルバム。
2. 『カラフル・アラベスク』 〜Everybody Likes Arabesque -Hit Medley- 〜 （1982.04.01）第２回来日公演を記念したノンストップ・リミックス。
3. 『ファンシー・コンサート　アラベスク・ライブ　イン・ジャパン』 〜FANCY CONCERT -Arabesque Live In Japan- 〜（1982.10.21）第２回来日公演のライブアルバム。
4. 『ラジオ アラベスク』 〜RADIO ARABESQUE〜（1983.9）「メンバーがラジオ局からDJとしてアラベスクの曲紹介をする」という設定の企画盤、A面はシティサイド、B面はトロピカルサイドと曲調がそれぞれ異なる曲調を楽しめるようになっている、初回限定盤あり。
5. 『アラベスク グレイテスト・ヒッツ VHD』（1983）アラベスク唯一の映像作品で、1983年に来日して撮影が行われたもの。当時のビクターの独自規格であるVHD（Video High Density）で発売されたが、残念ながら普及せず、後にVHSでリセールされ、さらに2002年にDVD化された。
6. 『ハート・オン・ファイア / アラベスク・スーパー・ベスト』 〜ARABESQUE SUPER BEST〜（1984.8.21）全14曲。
7. 『アラベスク BEST ONE』（1990.11.25）全18曲。
8. 『アラベスク・ベスト・ヒット36』（1992.11.26）全36曲。
9. 『アラベスク/決定版』（1993.11.13）全18曲。
10. 『ABBA vs Arabesque』（1994）全120曲、うち60曲がアラベスクの楽曲。
11. 『アラベスク NEW BEST ONE』（1995.10.27）全18曲。
12. 『アラベスクのすべて』（1996.08.21）５枚組ベストアルバム、全75曲。
13. 『ハロー・ミスター・モンキー・リミックス』（1998.02.21）「 ’98ニュー・ラジオ・バージョン」「’98ニュー・エクステンデッド・バージョン」「P.K.G.ミックス」「クラブ・リング・ナイト・ミックス」で構成された全４曲の企画盤。
14. 『アラベスク・ノンストップ・ベスト・ヒッツ』（1998.3.4）全27曲。
15. 『アラベスク〈TWIN BEST〉』（1998.11.06）２枚組、全40曲。
16. 『アラベスク〈New Best One〉』（1999.07.07）全18曲。
17. 『アラベスク グレイテスト・ヒッツ DVD』（2002.04.24）1983年に日本でのみ発売されたアラベスク唯一の映像作品のDVD版。
18. 『＜COLEZO！＞アラベスク』（2005.06.22）全18曲。
19. 『＜COLEZO！TWIN＞アラベスク』（2005.12.16）全40曲。
20. 『ベスト・オブ・アラベスク』（2009.09.16）全22曲。
21. 『アラベスク SUPER BEST』（2009.12.04）全16曲。
22. 『アラベスク　コンプリート・シングル・コレクション』（2010.08.25）アラベスクの全シングル20枚のAB面完全網羅のコンプリート・シングル・コレクション、全40曲。
23. 『アラベスク PLATINUM BEST』（2013.10.23）大人のための２枚組CD「プラチナム・ベスト」シリーズ、全40曲。
24. 『アラベスク　コンプリート・ボックス』（2015.02.04）本邦初CD化も含む全オリジナル・アルバムと企画アルバムで構成、映像特典、ボーナストラック、未発表曲、初CD化音源をなどを収録した、全105曲。
25. 『アラベスク 40th アニヴァーサリー・ベスト』（2017.06.21）アラベスクのデビュー40周年記念盤、全20曲。
26. 『アラベスク 45th アニヴァーサリー・ベスト』（2022.06.22）アラベスクのデビュー45周年記念盤、全20曲。

※「6.アラベスク BEST ONE」は、解散後に発売されたベストアルバムや企画盤でタイトルを変えた廉価版も含まれている。DVDの発売は、2008年11月19日だが2009年に期間限定出荷盤（廉価版）が発売されている。なお、現在オンライン販売で入手できるDVDには、韓国盤で日本語のパッケージのものがある。

### 主な実績（ベスト・アルバム／企画アルバム）
『アラベスク・グレイテスト・ヒッツ』は、アラベスクのアルバムの中で最も売れたアルバムであり、オリコンで洋楽チャートと総合チャートで共に第１位を獲得すると共に、50万枚を上回る販売実績を誇っている。さらに、当時としてはまだメジャーだったカセット部門でも第１位を獲得しており、販売実績は実に35万本を上回った。

### ●その他のリリース
１曲を除き、活動再開後のメンバーで録音されたもので音源も改められている。日本では、Apple Music や YouTube Music 等の音楽配信サービスで試聴が可能。
1. 『Zanzibar (DJ FA vs. Arabesque)』サンドラがボーカルのZanzibarをアレンジした曲。Radio Edit とExtended Edit がある。
2. 『Marigot Bay 2008』　 (2008)　（faet. Michaela Rose）
3. 『Zanzibar』　 (2017.10.27) 「Radio Version 2017」 と「Radio Retro Mix 2017」 がある。
4. 『Arabesque Upgraded Collection』 （2018.10）唯一のアルバムで全13曲、主にミシェーラ・ローズがボーカルを担当した曲と「Midnight Dancer」や「Marigot Bay」も含まれ、「Sukiyaki Song」も収録されている。
5. 『Танцуем диско』(2022.2.18) Midnight Dancerのロシア語アレンジ曲で、DAS Music & Pictures よりリリースされている。
6. 『Friday Night』 （2021.7.16) （The Oriental Night Mix)
7. 『Dance into the Moonlight』 （2024.5）(feat. Michaela Rose) - Mkk X Techoed Remix 他全５曲（全て同一曲の別リミックス・バージョン）Happy Sheep Records よりリリースされている。
8. 『Music Is Always The Key』（2024.7.5）Michaela Rose の歌うオリジナル曲。

## その他
- アラベスクの初期メンバー（デビュー時）は、メリー・アン・ナーゲル(Mary Ann Nagel)、ミシェーラ・ローズ(Michaela Rose)、カレン・アン ・テッペリス(Karen Ann Tepperis）の３人で、デビュー曲「ハロー・ミスター・モンキー」のリード・ボーカルはメリー・アン・ナーゲルである。このメンバーによる、当時の西ドイツのテレビに出演した映像がYouTubeに公開されている。[1]
- メリー・アン・ナーゲル（Mary Ann Nagel）の脱退により、新たにリード・ボーカルにハイク・リンボウ（Heike Rimbeau）が加入し、「フライデイ・ナイト」から「今夜もロック・ミー」まで主にリード・ボーカルを担当した。　さらに、カレン・アン・テッペリス（Karen Ann Tepperis）も程なくメンバーを脱退し、新たにジャスミン・エリザベス・フェッター（Jasmin Elizabeth Vetter）が加入した。
- ミシェーラ・ローズ（Michaela Rose）とカレン・アン・テッペリス（Karen Ann Tepperis）、ジャスミン・エリザベス・フェッター（Jasmin Elizabeth Vetter）の３人のメンバーで、「フライデイ・ナイト」歌う映像がYouTubeに公開されている。[2]
- エルケ・ブルクへイマー（Elke Bruckheimer）は、日本では幻のメンバーであまり知られていない。彼女は、メンバーに加入して半年を経たずに脱退しているからだ。本来、進むべき音楽の方向性がユーロポップではなかったとされる。ライブ活動に数回参加したか、彼女の歌っている（録音された）アラベスクの楽曲はない。
- アラベスクの活動期間は、日本では1985年までと解説されていることが多い。これは日本でのラストシングル「恋はナイト・アンド・デイ」のリリースが1985年1月であることが根拠だ。しかしながら、本国ドイツでは1984年の時点で既に表だった活動がなく、サンドラ・アン・ラウアーはその年にソロで「Japan ist weit」と言うカバー曲を密かにリリースしており、これはサンドラのファンの間では周知の事実になっていた。片や日本ではアラベスク解散に至る経緯は明らかにされてなかった。実際はサンドラの独立問題の進展が早まった為に、アラベスクとして収録を終えていた楽曲のリリースが時期を逸してしまい、日本では発売が年を越したと言う事のようだ。従って、日本以外ではアラベスクの活動時期は1984年迄となっている。
- オリジナルメンバーのMichaela Roseの日本でのカタカナ表記は、当初はミカエラ・ローズと紹介されていたが、後にミシェーラ（またはミッシェーラ）に変更された。ドイツ語発音を参考にしたものと推測されるが、若干、違和感がある。
- 「フライデー・ナイト」は、シングルとアルバム収録曲でサビの繰り返しパターンがほんの一部で異なる。
- 「Rock'n'roll Fan」（ロックンロール・ファン）と言う（どのオリジナル・アルバムにも収録されていない）未発表の曲が企画アルバムに収録されていて、YouTube Music等で視聴ができる。
- 「インディオ・ボーイ」には、日本盤で収録されているものとアレンジが違うドイツバージョンがあり、ドイツ発売盤にのみに収録されている。
- 第17弾シングルは、当初、Ｂ面の「サンライズ・イン・ユア・アイズ」もＡ面として検討されていたが、ファンクラブメンバーが視聴して好評だった「気分もエアロビック」に決まったとされている。
- ルージュ（Rouge）の「恋はノータイム」は、テレビ朝日系列で放送された「ゴリラ警視庁捜査第8班 」で挿入歌に採用された。また、ジャケットには「東京舞踏倶楽部」と言う副題が付けられている。
- ジャスミン・エリザベス・フェッターはルージュ（Rouge）の解散後はしばらく活動をしていなかったが、2020年にはJasmin Vetterとして「Tick Tack feat DJ Mr.T」と「Friday Night Ivan Spell Remix」「Friday Night Ivan Spell Club Remix」をリリースした。さらに2024年には「ZANZIBAR Ivan Spell Remix」「ZANZIBAR Ivan Spell Club Remix」と「Hello Mr. Monkey」をリリース、これらの曲にはミュージックビデオも公開されているものもある。また、Jasmin Vetter of Arabesque and CityCatsとして「ミッドナイトダンサー」他数曲のパフォーマンス映像がYouTubeで公開されている。
- 解散後は、アラベスク時代の歌を歌う事はなかったとされているサンドラ・ラウアーだが、YouTubeには、彼女のコンサートらしき映像の中に「Ecstasy」（エクスタシー）を歌っているシーンがある。
- 2017年にakaneが振付・演出・指揮を務めた大阪府立登美丘高校の「バブリーダンス」において、荻野目洋子の「ダンシング・ヒーロー」の前半と後半の間奏に、「ハート・オン・ファイア」(Heart On Fire)のイントロ部分が使用されている。
- NHK「天才てれびくん」の歌のコーナー、MTK（ミュージックてれびくん）の2002年度の曲の中には、タケカワユキヒデとThat's on Noiseが訳詞編曲し、SPACE FAIRY（俵有希子、中村有沙、白木杏奈）が歌う「恋にメリーゴーラウンド」がある。天才てれびくんのアルバム「天てれ上カルビ～MTK the 6th～」に収録されている。

## 参考
- アラベスクの本国西ドイツでに於けるヒット曲は、1980年にシングル「Take Me Don't Break Me」がドイツのヒットチャートのトップ40に入り、次のシングル「Marigot Bay」が唯一のトップ10入りを果したのみで、日本との人気の差は歴然としていた。なお、日本以外では、アルゼンチンでアルバムがチャートで１位を獲得している。
- キャンディー・ポップとは、1970年代後半から1980年代前半に日本の音楽シーンで注目を浴びたガールズ・ポップで、その音楽スタイルはディスコ、ポップ、ユーロディスコの要素を含んでいる。特徴としては、キャッチーなメロディー、ダンサブルなビート、明るく軽快なサウンドがあり、アラベスクをはじめノーランズ、ザ・ドゥーリーズ、ニュートン・ファミリー、バカラなどが日本でヒットした。
- グループの最後のアルバムに収録された「Time To Say Goodbye」と「Ecstasy」は、1980年代半ばからヨーロッパで人気だったイタロ・ディスコ（日本ではユーロビートと呼ぶ）に非常に近いサウンドだったため、解散後にヨーロッパの市場でヒットした。 これらの曲は、ダンス／ポップ・ミュージックのLPコンピレーションやブートレグ・テープを通じて広まり成功を収めたとされている。